# راشا الشمالية
راشا الشمالية قرية سورية تتبع ناحية كفرنبل في منطقة معرة النعمان في محافظة إدلب. بلغ عدد سكانها 694 نسمة في عام 2004 حسب إحصاء المكتب المركزي للإحصاء.